# Partisanos soviéticos
El movimiento partisano en la Unión Soviética comenzó el 3 de julio de 1941, cuando Stalin hizo un llamamiento por radio a la concentración de un gran movimiento guerrillero contra el avance del Frente Oriental. Sin embargo, pasó algún tiempo hasta que hiciera mella en el frente alemán. Los primeros focos de resistencia de grupos partisanos se encontraron con salvajes represalias alemanas contra la población nativa: en Bielorrusia, en un solo mes, la 707.ª División del Grupo de Ejércitos del Centro fusiló a casi 10.500 partisanos en venganza por la muerte de dos soldados.

## Estructura
Stalin impuso una estructura centralizada en el movimiento partisano en primavera de 1942, tras la ofensiva invernal soviética. Asimismo, los oficiales del Ejército Rojo, funcionarios del partido comunista y el NKVD, impusieron una disciplina similar a la militar.

## Extensión y desarrollo
En zonas donde la presencia alemana era limitada, y en terrenos pantanosos o de bosques densos, que se prestaban para la actividad guerrillera, proliferaron las regiones partisanas. Se estima que durante el invierno de 1942 y 1943, hasta un 60% de Bielorrusia estaba controlada por partisanos. Otras regiones partisanas eran las de Pórjov, al sur de Leningrado, y los bosques alrededor de Briansk, al sudeste de Moscú. En la región de Oriol, unos 18,000 partisanos controlaban una zona con casi 500 pueblos y pistas de aterrizaje para evacuar a los heridos y proporcionar abastecimiento. 
Desde principios de 1943, los partisanos llevaron a cabo una guerra ferroviaria en coordinación con el Ejército Rojo, tras las líneas alemanas. Un claro ejemplo es la Operación Bagration, donde el movimiento partisano obstruyó un poco la movilidad del Grupo de Ejércitos Centro, aunque sin poder evitar su retirada, realizando 679 ataques que dañaron 105 locomotoras y volando 44 puentes. Los efectos psicológicos de estos ataques en las tropas alemanas fueron regulares. Las medidas que se tomaron para contrarrestarlos incluían la tala de árboles y la limpieza de matorrales en distancias de hasta 230 metros a ambos lados de la vía. Las líneas se mantenían despejadas por el día mediante patrullas y fortines, pero por la noche, los partisanos ponían más minas y destruían tramos de vía cada vez más largos. Los alemanes tomaron medidas brutales en represalia, como fusilamientos en masa. El movimiento partisano llegó a su fin en 1944, tras la Operación Bagration, cuando el Ejército Rojo liberó la última región ocupada de la Unión Soviética y absorbió a muchos de los partisanos.

## Partisanos soviéticos famosos

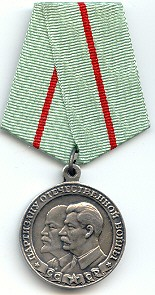
La Medalla al partisano de la Guerra Patria

| - Yuri Andrópov – posteriormente líder de la Unión Soviética - Anastasiya Biseniek - Piotr Braiko - Masha Bruskina - Aleksandr Chekalin - Oleksiy Fedorov - Leonid Gólikov - Sergey Grishin - Vera Jorúzhaya - Shmerke Kaczerginski - Nikolái Karotamm - Evdokiya Karpechkina - Vsévolod Klokov - Vasili Kónonov - Vasili Korzh - Zoya Kosmodemiánskaya | - Valentín Kótik - Sídir Kovpak - Matvéi Kuzmín – "Susanin del Distrito de Pskov" - Nikolái Kuznetsov - Anna Lisítsyna - Fiódor Malixev - Piotr Mashérov – posteriormente líder de la RSS de Bielorrusia - Kiril Mázurov - Dmitri Medvédev - María Meléntieva - Marytė Melnikaitė (Mariya Mélnik) - Mijaíl Naúmov - Kiril Orlovski - Aleksandr Pecherski - Panteleimón Ponomarenko | - Mikola Popudrenko - Zinaida Portnova - Semión Rúdnev - Aleksandr Sabúrov - Vilis Samsons - Iván Serguéichik - Arturs Sproģis - Iliá Stárinov - Imants Sudmalis - Petró Vershígora - Yitzhak Witenberg - Konstantín Zaslónov - Nina Zevrova - Shólom Zorin |

## Galería

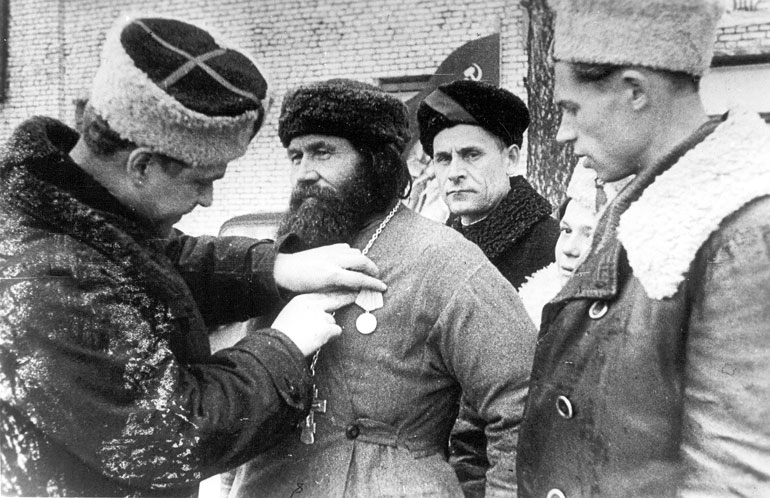
El sacerdote del pueblo condecorado con la Medalla al Partisano de la Guerra Patria
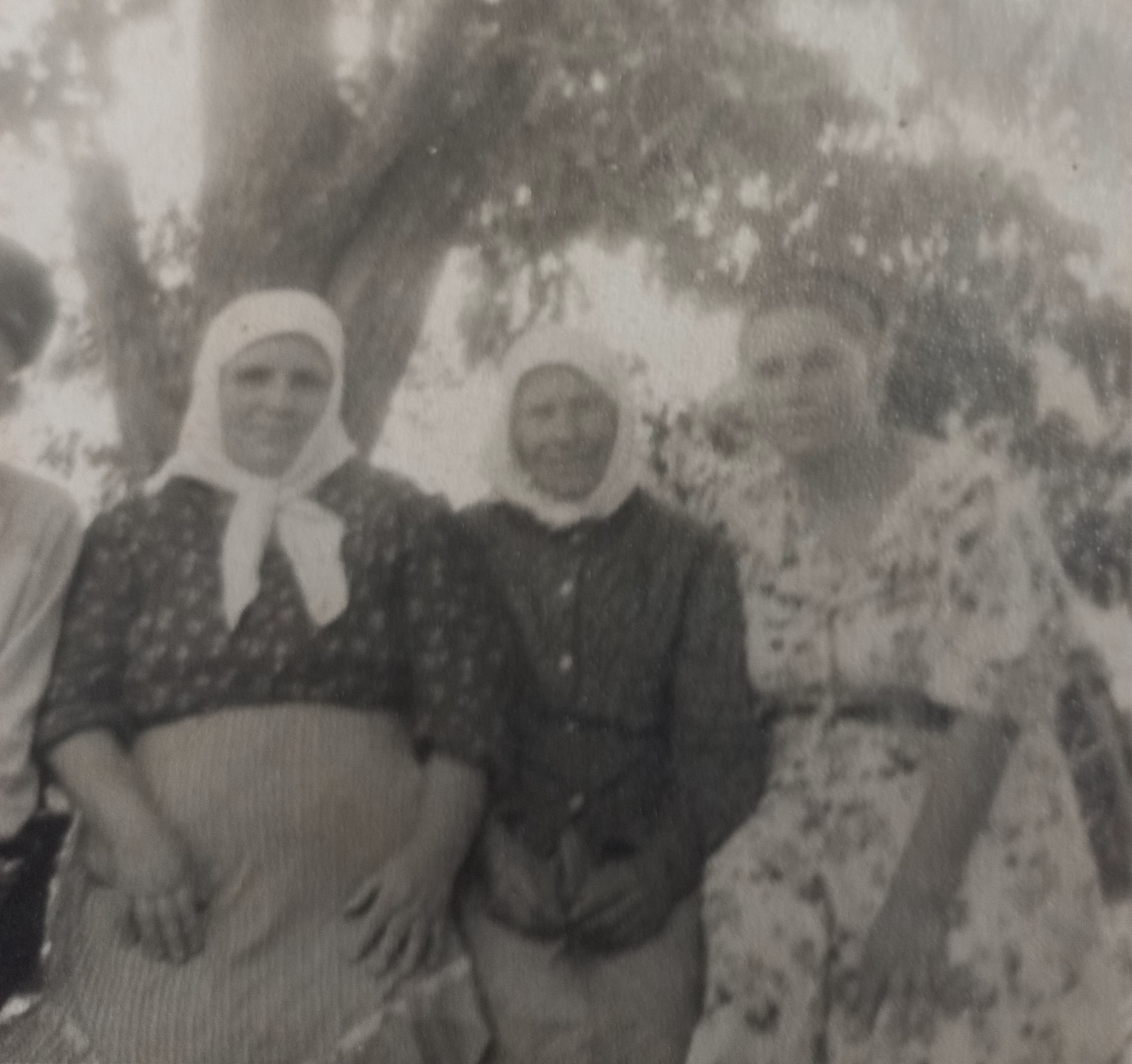
Lukia Stachenko (en centro)
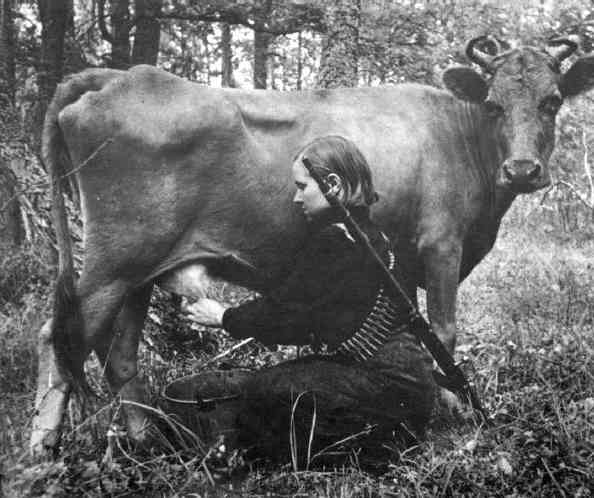
Partisana ordeñando una vaca para los heridos
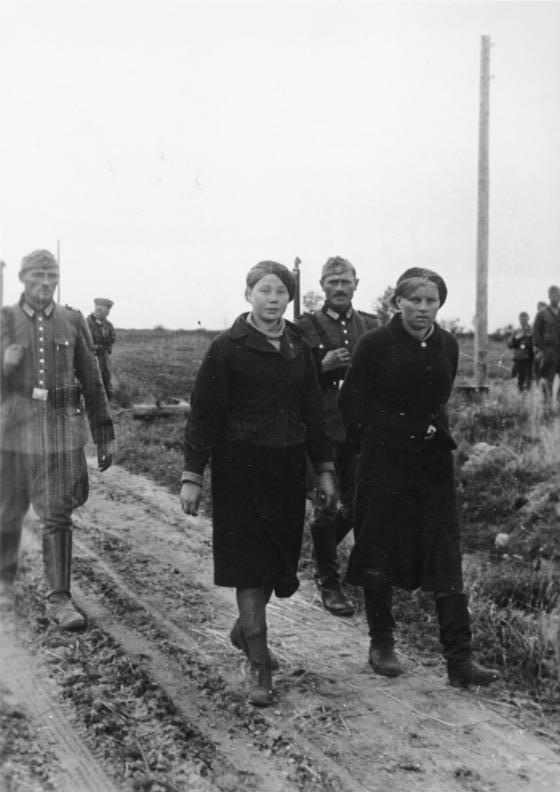
Detención de partisanos
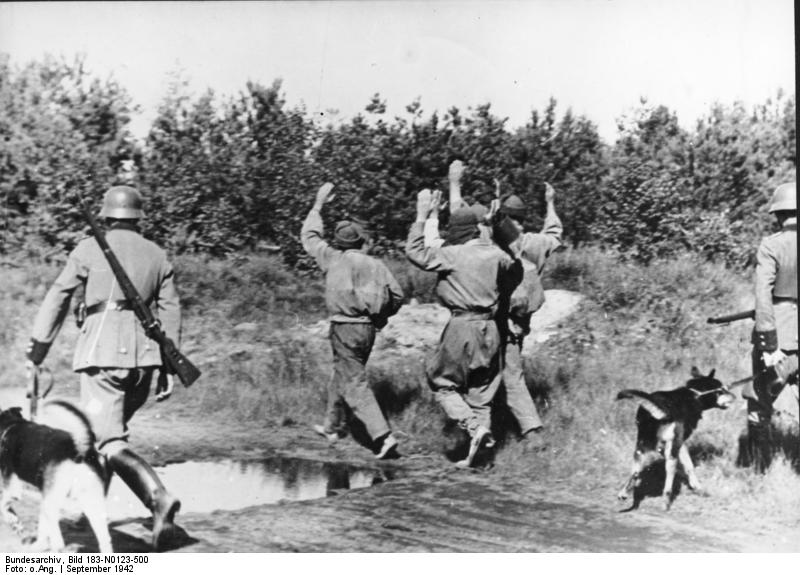
Detención de partisanos
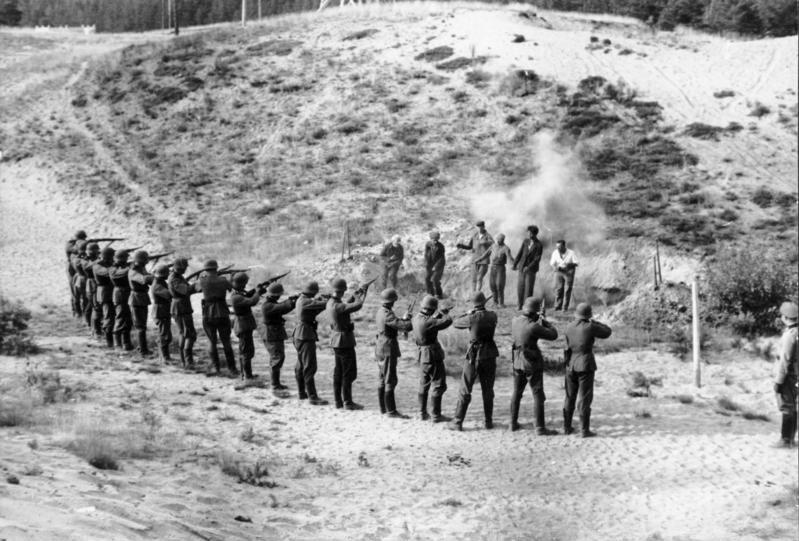
Ejecución de partisanos
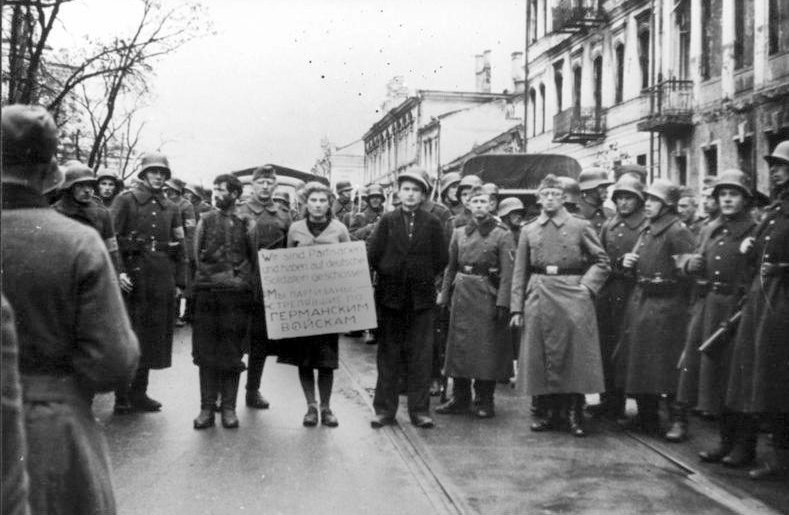
Masha Brúskina con dos compañeros de la resistencia antes de ser ejecutados. A la chica le colgaron un cartel al cuello que decía en bielorruso y en alemán: Somos partisanos y disparamos a soldados alemanes. 2 de octubre de 1941
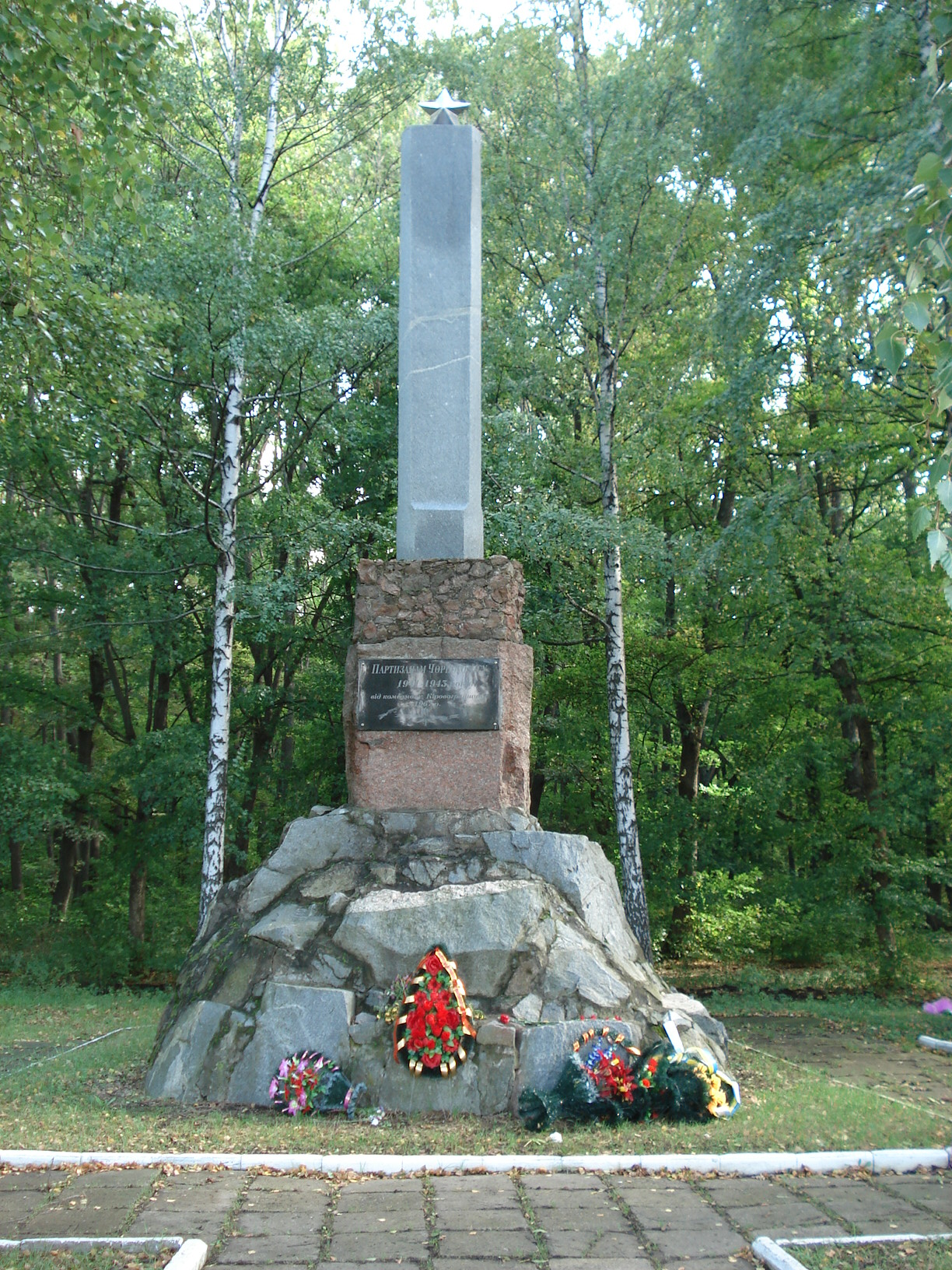
En honor a los partisanos soviéticos, se erigió un cartel conmemorativo en 1977 en una de las ciudades de Ucrania, donde se libraron las batallas más duras (Známyanka)